# Cozyptila
Genre
Cozyptila est un genre d'araignées aranéomorphes de la famille des Thomisidae.

## Distribution
Les espèces de ce genre se rencontrent en Europe, en Turquie et au Viêt Nam.

## Liste des espèces
Selon World Spider Catalog (version 24, 04/02/2023) :
- Cozyptila blackwalli (Simon, 1875)
- Cozyptila guseinovorum Marusik & Kovblyuk, 2005
- Cozyptila haocongi Lin & Li, 2023
- Cozyptila nigristernum (Dalmas, 1922)

## Systématique et taxinomie
Ce genre a été décrit par Lehtinen et Marusik en 2005 dans les Thomisidae.

## Publication originale
- Lehtinen, Marusik & Kovblyuk, 2005 : Cozyptila, a new genus of crab spiders (Aranei: Thomisidae: Thomisinae: Coriarachnini) from the western Palaearctic. Arthropoda Selecta, vol. 13, no 3, p. 151-163 (texte intégral).